# Plaza Trieste y Trento

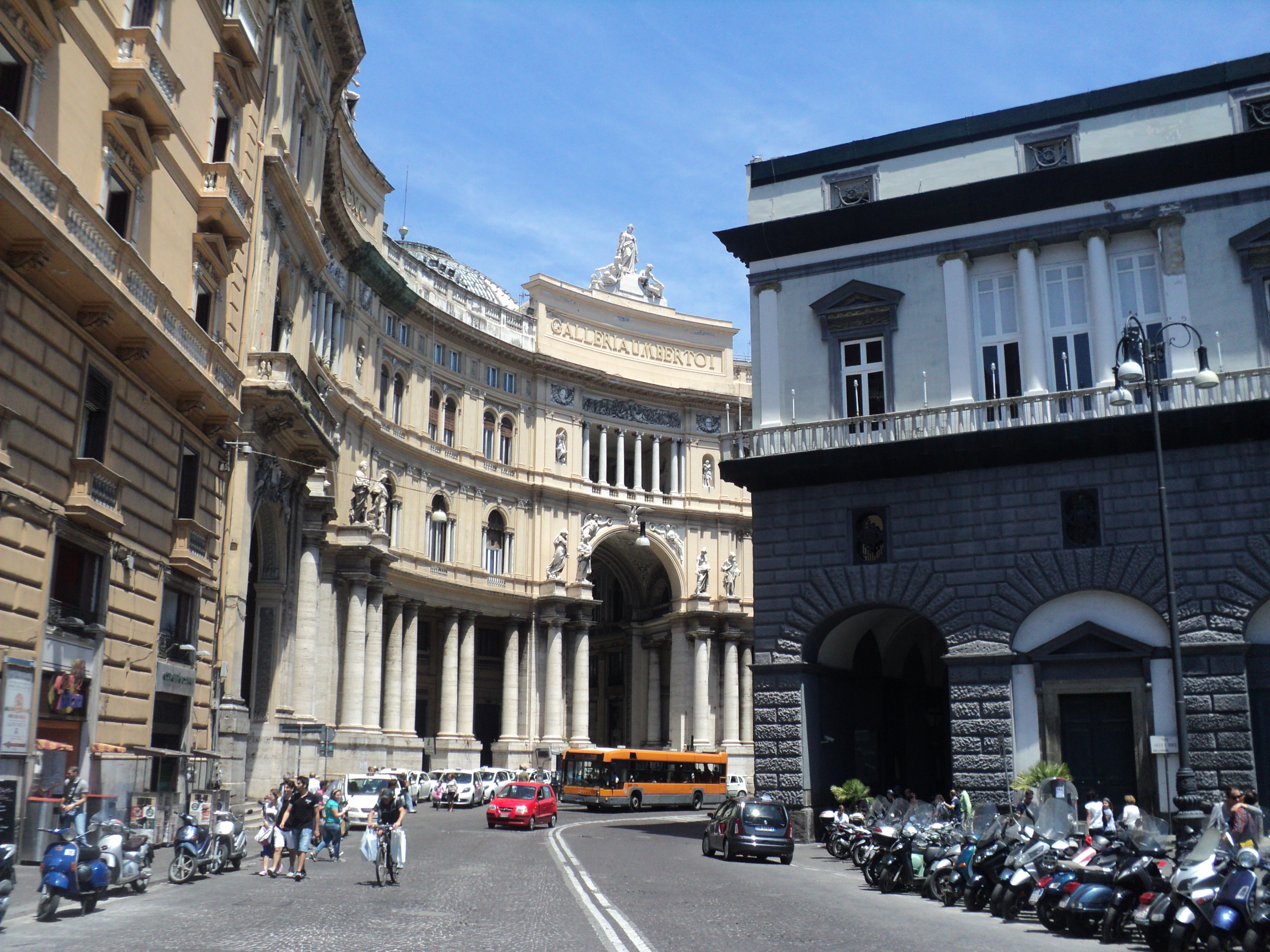
Vista de la plaza hacia la Galería Humberto I y el Teatro de San Carlos.

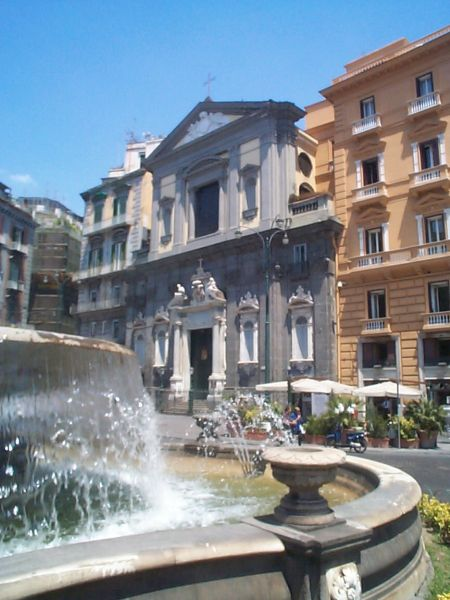
Particular de la Fuente de la Alcachofa con la Iglesia de San Fernando al fondo.

La plaza Trieste y Trento (en italiano: Piazza Trieste e Trento), es una plaza de Nápoles, Italia.

## Historia
El nombre original de la plaza fue Piazza San Ferdinando, ya que alberga la barroca Iglesia de San Fernando (Chiesa di San Ferdinando) del siglo XVII. Asumió su nombre actual en 1919, después de la Primera Guerra Mundial y la reconquista italiana de los territorios de Trieste y Trento, que se encontraban en manos del Imperio austrohúngaro. La estructura actual es fruto de las transformaciones urbanísticas realizadas hasta el tardío siglo XIX.

## Descripción
La plaza se sitúa en el cruce de Via Toledo, Via Chiaia y Via San Carlo, siendo el principal acceso a la más famosa Plaza del Plebiscito. De forma irregular, a sus márgenes se encuentran la Galería Humberto I, el Teatro de San Carlos, el Palacio Real, la Iglesia de San Fernando y el Palacio del Cardenal Zapata. En el medio de la plaza se ubica la Fuente de la Alcachofa (Fontana del Carciofo), realizada por voluntad del alcalde Achille Lauro en los años 1950.
En el lado oeste, en la planta baja del Palacio de la Prefectura, está situado el célebre Caffè Gambrinus, que todavía conserva la decoración creada por algunos importantes artistas activos entre el fin del siglo XIX y el principio del siglo XX, como Gabriele D'Annunzio y Filippo Tommaso Marinetti.
En el Palacio del Cardenal Zapata está la sede del Museo "Giuseppe Caravita Principe di Sirignano", dedicado a los artistas napolitanos de los siglos XIX y XX.
Donde hoy está el amplio espacio entre el Teatro de San Carlos y el Palacio Real, hasta 1843 se encontraba el así llamado "Palacio Viejo" (Palazzo Vecchio), el primer palacio de los Virreyes españoles de Nápoles realizado en 1540 sobre proyecto de Ferdinando Manlio y Giovanni Benincasa.